# Voyelle mi-ouverte antérieure arrondie
La voyelle mi-ouverte (ou moyenne inférieure) antérieure arrondie est une voyelle utilisée dans certaines langues. Son symbole dans l'alphabet phonétique international est une ligature oe [œ], et son équivalent en symbole X-SAMPA est 9.
Le symbole API est une ligature des lettres minuscules o et e, et n’est pas à confondre avec la petite capitale oe qui est utilisée pour la voyelle ouverte antérieure arrondie.

## Caractéristiques
- Son degré d'aperture est mi-ouvert, ce qui signifie que la langue est positionnée aux deux-tiers du chemin entre une voyelle ouverte et une voyelle moyenne.
- Son point d'articulation est antérieur, ce qui signifie que la langue est placée aussi loin que possible à l'avant de la bouche.
- Son caractère de rondeur est arrondi, ce qui signifie que les lèvres sont arrondies.

## Langues
- Français : jeune /ʒœn/
- Allemand : Hölle /ˈhœlə/ « enfer »
- Danois et Norvégien : høne /hœːnə/ « poule »
- Suédois : nött /nœtː/ « usé »